# Hiroki Azuma
Hiroki Azuma (Kyoto, 10 juli 1966) is een voormalig Japans voetballer.